# Branta thessaliensis
Branta thessaliensis (казарка фессалійська) — вимерлий вид гусеподібних птахів родини качкових (Anatidae).

## Опис
Вид був описаний у 2006 році за скам'янілою плечовою кісткою, знайденою у відкладеннях часів пізнього міоцену (турольський ярус) поблизу Періволакі у Фессалії. В міоцені на ції території існували як прісноводні водойми, так і відкриті луки. За розмірами фессалійська казарка була подібною до сучасної канадської казарки.
Відкриття цього виду підтвердило, що казарки (Branta) і гуси (Anser) вже розділился в часи міоцену. Науковці припускають, що сучасна біогеографія євразійських казарок — гніздування в Арктиці і зимування в середземноморських широтах є продуктом постміоценових часів, що виникла через зміщення ареалів в часи льодовикового періоду. В цьому аспекті прикметно, що таке розділення ареалів гніздування і зимування менш виражене у канадських і малих казарок в Північній Америці, де не існувало альпійського гірського бар'єру, який би перешкоджав зміщенню ареалів у відповідь на насування льодовика.